# Larotrectinib
El larotrectinib, que se vende bajo la marca Vitrakvi, es un medicamento utilizado para tratar el cáncer. Específicamente se utiliza para casos que tienen una fusión del gen del receptor tirosina quinasa neurotrófico, y se toma por vía oral.
Los efectos secundarios de este medicamento incluyen problemas hepáticos, niveles bajos de glóbulos rojos, dolor muscular, cansancio, niveles bajos de glóbulos blancos, diarrea, náuseas y fiebre; otros efectos secundarios pueden incluir entumecimiento, temblor y delirio. El uso de este medicamento durante el embarazo puede dañar al bebé. Es un inhibidor de la tirosina quinasa de TrkA, TrkB y TrkC.
Este medicamento fue aprobado para uso médico en los Estados Unidos en el 2018, Europa en el 2019 y Australia en el 2020. En el Reino Unido, le cuesta al NHS alrededor de  15 000 libras esterlinas al mes a partir del 2021. En Estados Unidos esta cantidad ronda los 34.000 dólares estadounidenses.